# مورتن غيافر
مورتن غيافر (بالنرويجية البوكمول: Morten Giæver)‏ هو لاعب كرة قدم نرويجي، ولد في 20 مايو 1982 في ألتا في النرويج. لعب مع ترومسو إيدريتسلاغ ونادي ساربسبورغ 08.

## وصلات خارجية
- مورتن غيافر على موقع اتحاد النرويج (النرويجية)
- مورتن غيافر على موقع قاعدة بيانات كرة القدم.إي يو (الإنجليزية)
- مورتن غيافر على موقع IMDb (الإنجليزية)